# Miss Włoch

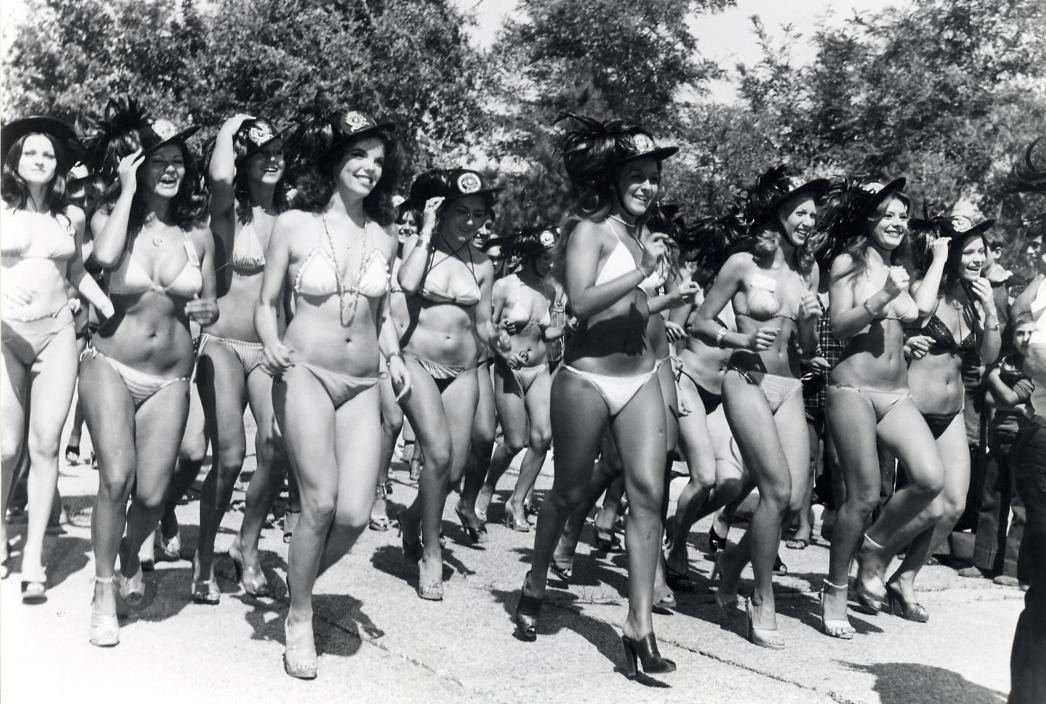
Miss Włoch, 1971.

Miss Włoch (wł. Miss Italia) – coroczny konkurs piękności organizowany we Włoszech od 1939 roku.

## Historia
Pierwszy konkurs został zorganizowany w 1939 roku przez Dina Villaniego, producenta pasty do zębów. Nosił on nazwę Miss Sorriso (Miss Uśmiechu), a kandydatki oceniano przede wszystkim na podstawie ich fotografii. Konkurs odbywał się w Stresie. Nie rozgrywany od 1942 roku, został reaktywowany w 1946 pod nazwą Miss Italia. W 1950 po raz pierwszy był relacjonowany przez radio. W 1994 zniesiono warunki uczestnictwa w konkursie w postaci stanu panieńskiego i nieposiadania dzieci.

## Lista zwyciężczyń konkursu

### Miss Sorriso
- 1939 – Isabella Verney
- 1940 – Gianna Maranesi
- 1941 – Adriana Serra

### Miss Italia
- 1946 – Rossana Martini
- 1947 – Lucia Bosé
- 1948 – Fulvia Franco
- 1949 – Mariella Gianpieri
- 1950 – Anna Maria Bugliari
- 1951 – Isabella Valdettaro
- 1952 – Eloisa Ciani
- 1953 – Marcella Mariani
- 1954 – Eugenia Bonino
- 1955 – Brunella Tocci
- 1956 – Nives Zegna
- 1957 – Beatrice Faccioli
- 1958 – Paola Falchi
- 1959 – Marisa Jossa
- 1960 – Layla Ragazzi
- 1961 – Franca Cattaneo
- 1962 – Raffaella De Carolis
- 1963 – Franca Dallolio
- 1964 – Mirka Sartori
- 1965 – Alba Rigazzi
- 1966 – Daniela Giordano
- 1967 – Cristina Businari
- 1968 – Graziella Chiappalone
- 1969 – Anna Zamboni
- 1970 – Alba Balestra
- 1971 – Maria Pinnone
- 1972 – Adonella Modestini
- 1973 – Margareta Veroni
- 1974 – Loredana Piazza
- 1975 – Livia Jannoni
- 1976 – Paola Bresciano
- 1977 – Anna Kanakis
- 1978 – Loren Cristina May
- 1979 – Cinzia De Ponti
- 1980 – Cinzia Lenzi
- 1981 – Patrizia Nanetti
- 1982 – Federica Moro
- 1983 – Raffaella Baracchi
- 1984 – Susanna Huckstep
- 1985 – Eleonora Resta
- 1986 – Roberta Capua
- 1987 – Michela Rocco di Torrepadula[2]
- 1988 – Nadia Bengala
- 1989 – Eleonora Benfatto
- 1990 – Rosangela Bessi
- 1991 – Martina Colombari
- 1992 – Gloria Zanin
- 1993 – Arianna David
- 1994 – Alessandra Meloni
- 1995 – Anna Valle
- 1996 – Denny Mendez
- 1997 – Claudia Trieste
- 1998 – Gloria Bellicchi
- 1999 – Manila Nazzaro
- 2000 – Tania Zamparo
- 2001 – Daniela Ferolla
- 2002 – Eleonora Pedron
- 2003 – Francesca Chillemi
- 2004 – Cristina Chiabotto
- 2005 – Edelfa Chiara Masciotta
- 2006 – Claudia Andreatti
- 2007 – Silvia Battisti
- 2008 – Miriam Leone
- 2009 – Maria Perrusi
- 2010 – Francesca Testasecca
- 2011 – Stefania Bivone
- 2012 – Giusy Buscemi
- 2013 – Giulia Arena
- 2014 – Clarissa Marchese
- 2015 – Alice Sabatini
- 2016 - Rachele Risaliti
- 2017 - Alice Rachele Arlanch
- 2018 - Carlotta Maggiorana
- 2019 - Carolina Stramare